# Serica diablo
Serica diablo är en skalbaggsart som beskrevs av Dawson 1967. Serica diablo ingår i släktet Serica och familjen Melolonthidae. Inga underarter finns listade i Catalogue of Life.